# Vier illustraties
Vier illustraties is een compositie van de Deense componiste Else Marie Pade uit 1995.
Pade had toen al enkele jaren geen werk meer afgeleverd en het werk klinkt behoorlijk gedateerd. Dat laatste komt doordat Vier illustraties geen apart opzichzelfstaande compositie is. Er was lange tijd nauwelijks belangstelling voor de muziek voor deze eenling in de Deense klassieke muziek. Zij richtte zich in de jaren vijftig op de musique concrète en dat genre kent (relatief) maar weinig liefhebbers. Voorts moest zij opboksen tegen dé man van serieuze muziek aldaar Carl Nielsen. De muziek lag dan ook lang op de plank. Een uitvoering in Nederland van Zeven cirkels brak kennelijk de ban, de interesse naar haar en haar muziek steeg. Pade kon haar eerder opgenomen muziek (jaren vijftig en zestig) laten oppoetsen en samplen in samenwerking met de Deense Omroep en gedurende dat schoonmaken kwam deze kleine suite tot stand.
De muziek lijkt daarbij op muziek die Tangerine Dream, Klaus Schulze en Popol Vuh waarschijnlijk zouden hebben gemaakt, als zij in de periode al werkzaam waren; de muziek sluit als voorloper aan op de muziek van hun eerste elpees. Een uitzondering vormt Het Paleis van de Zeekoning; dat past beter tussen het werk van Tangerine Dream jaren 80.
De muziek zou als achtergrond kunnen dienen voor een gesproken sprookje, maar is daar iets te druk en te hel (schel) voor; de composities van Pade lijken een verbinding te leggen tussen toon en kleur. Vooral Het Firmament heeft “last” van helheid.

## Delen
De deeltjes duren ongeveer even lang:
- Het Firmament (Himmelrummet)
- Het Paleis van de Zeekoning (Havkongens slot)
- Sprookjesland (Eventyrland)
- Koning Winter (Kong Winter).

Net als haar compositie Zee-aquarellen I-XXI valt dit werk in diverse genres, musique concrète, ambient en elektronische muziek. In 2003 kreeg ontwerpster Margarethe Odgaard inspiratie uit Vier illustraties; zij maakte een serie textielontwerpen met dit werk als basis.

## Discografie
- Uitgave Dacapo: een opname uit 1995 door de componist; met Gert Sorensen voor de mastering en Henrik Stibolt (van Deense Radio) als geluidstechnicus.

## Bron
- Bovenstaande compact disc.